# スペード (トランプゲーム)
スペード（Spades）は、トリックテイキング系トランプゲームの一種。基本プレイはハーツ、ナポレオン、ブリッジ、ホイストと同じで、海外においては多くの人に楽しまれている。

## 歴史
1937年にアメリカで考案された。

## 遊び方
- ジョーカーを除いた52枚のカードを使用する。
- 対面に座る二人がペアとなり、2vs2のチーム戦で争う。
  - チームの決め方は、最初に各プレイヤーに1枚ずつ配り、引いたカードの1番強い人と1番弱い人、2番目の人と3番目の人がそれぞれペアとなる。
- チーム決めをしたらカードをいったん回収して、新たに各プレイヤーに13枚ずつカードを配る。
- プレイヤーは（後記のダブルニルを宣言する場合を除き）自分の手札を見た上で、何トリック取れるかをビッド（宣言）する。パートナーとのビッドの合計がそのチームのビッドとなり、パートナーと２人で合わせて取るトリック数を宣言したことになる。
- 時計回りの順番に1枚ずつカードを出す。最初に出された台札（リード）と同じスートのカードを持っていればそれを出すが、ない場合は他のスートのカードを出す（必ずしも切り札でなくてもよい）。最も強いカードを出した人がそのトリックを取り、次の台札を出す。
- カードは、A、K、Q、J、……、3、2の順に強い。また、切り札であるスペードは台札のスートより強いが、場にスペードが出るまでは台札として出すことはできない。
- ディールごとの得点は、チームで獲得したトリック数に応じ、以下のとおりとなる。
  - ビッド以上のトリックを取った場合は、ビッド数の10倍の点数を獲得し、さらにビッドより1トリック多くとるごとに1点プラスされる。例えば、チームのビッドの合計が6のときに7トリック取った場合は、6×10＋(7-6)×1＝61点を獲得する。ただし、得点とは別に、余分に取ったトリック1つにつき1ポイントが「バッグ」として蓄積され、累計で10ポイントに達するごとに100点が減点される。したがって、必ずしもビッド数より多く取ればよいわけではない。
  - ビッド以上のトリックを取れなかった場合、ビッド数の10倍の点数が減点される（何トリック足りなかったかは関係ない）。例えば、チームのビッドの合計が6のときに5トリックしか取れなかった場合は、6×10＝60点が減点される。したがって、無理に高めにビッドすると、失敗したときに大きな減点となる。
  - 以上のとおり、ビッドより少ない場合はもちろん、ビッドより多く取った場合も減点につながるので、適切なトリック数をビッドすることが重要となる。
- ディールを重ねていき、先に500点取ったチームが勝利となる。なお、同時に500点を越えた場合、1の位まで含めて得点の多いほうの勝利となる。
  - 完全に同点の場合、
    - 最終ディールの得点の高いほうを勝利とする
    - もう1ディールを行って得点の高いほうを勝利とする
    - 引き分けとする

といったルールがある。

## ローカルルール
スペードにも、色々なローカルルールがある。
オーバートリックの点数の計算の仕方について
前述でオーバートリックの点数を1つにつき1点と記したが、1つにつき-1点するルールや、-10点と数えることもある。このルールを使うときは、バッグが適用されない。
ゲームの終了について
差が500点になったら、または-200点になったほうが負けとする。
ニル (Nil)
1トリックも取らない宣言。成功すれば100点だが、失敗すると-100点となる。このときニルをしたプレイヤーのバッグを数えないルールと、数えるルールがある。
0トリック宣言
ニルを採用しているとき、0トリック宣言をして、失敗の-100点をなくす宣言を認めるルール。
ダブルニル (Double Nil)
ニル宣言を手札を見ずに行う。成功のとき200点失敗は-200点。
スーサイド
2種類あり、全員がダブルニルをするものと、ペアのどちらかがニル宣言をしないといけないルール。
ブラインド6 (Blind6)
手札を見ないうちから6トリック以上取るという宣言ができるルール。このビッドを使うと成功･失敗にかかわらず、ビッドの点が2倍になる。オーバートリックの点は通常の1点として扱う。ブラインド7以上のルールもある。
10フォー200 (10 for 200)
10トリック以上宣言して成功した時にボーナスとして200点がもらえるルール。失敗は-200点。通常の点数は加算されない。
ミニマム・ビッド
ビッドする最低の数を決めておくこと。ミニマム・ビッドが3の時、ビッド2以下は不可能となる（ニル・ダブルニルを除く）。